# 羅雪娟
羅 雪娟（ら せつえん、ルオ・シュエジュエン、Luo Xuejuan、1984年1月26日 - ）は、中国の元競泳選手。2007年1月29日に心臓の病気を理由に引退した。

## 主な戦績
2001年の福岡で開かれた世界水泳で、女子50m平泳ぎ30秒84、100m平泳ぎ1分07秒18で共に金メダル、200m平泳ぎでは2分25秒29で銅メダルを獲得している。
2003年の世界選手権も50、100mとも二連覇、アテネオリンピックでは女子100m平泳ぎで1分6秒64のオリンピック新記録で金メダルを獲得した。